# Helloween

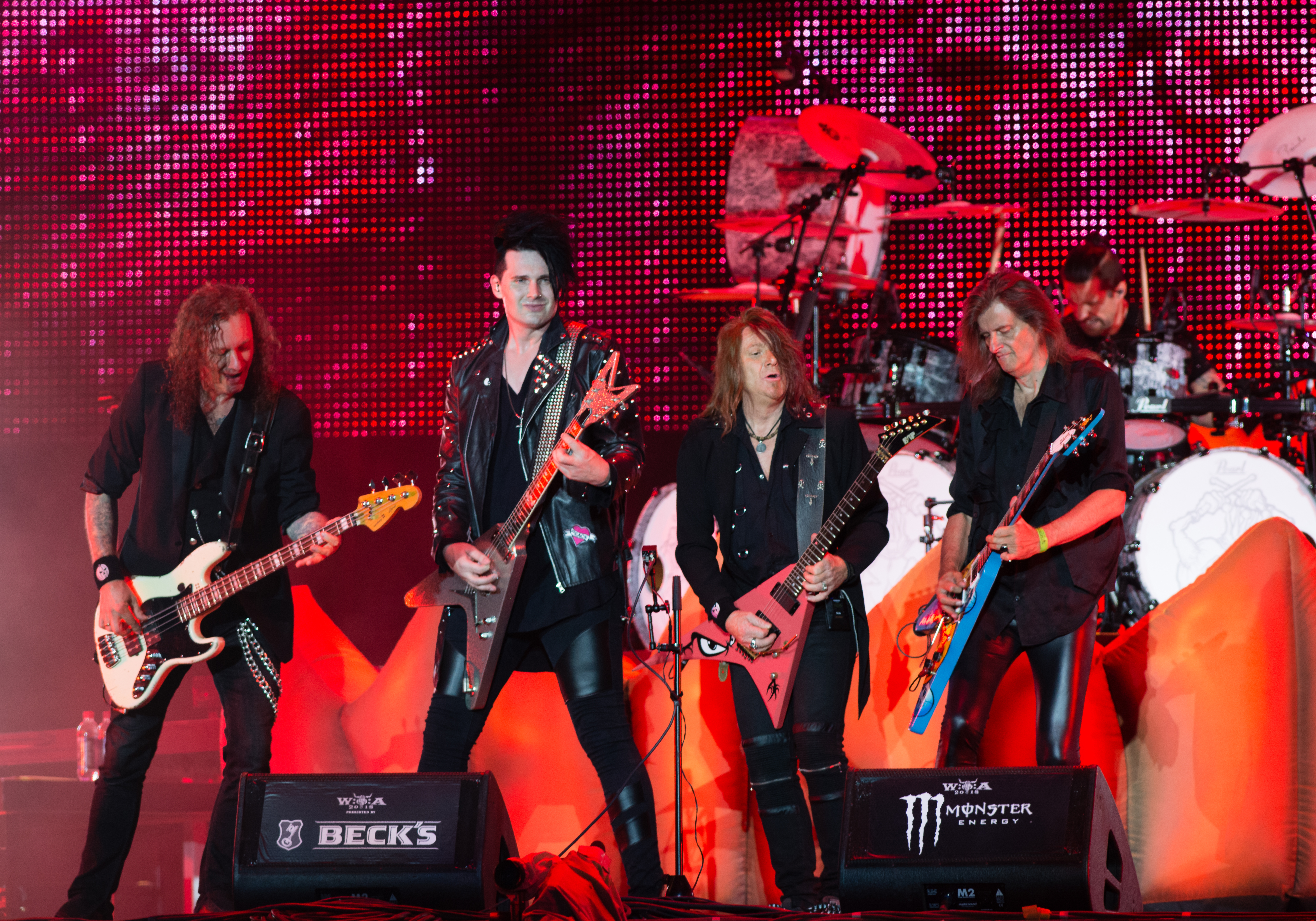
Helloween in 2018, tijdens de tournee Pumpkins United

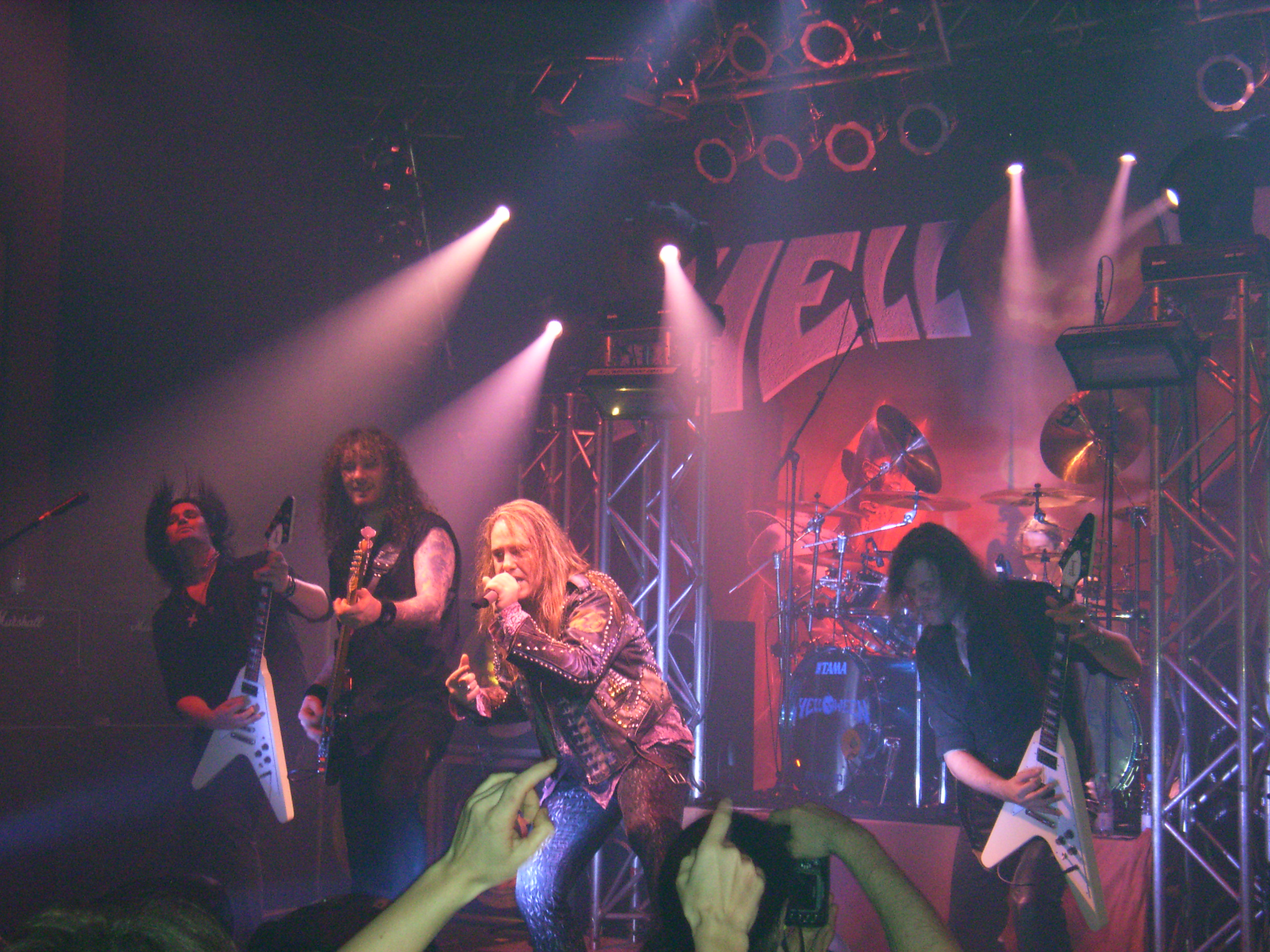
Helloween Live in Nürnberg 18.01.2006

Helloween is een Duitse speed-, heavy- en powermetalband, opgericht begin jaren 80 door leden van de bands Ironfist en Powerfool.

## Bezetting

### Huidige bezetting
- Andreas "Andi" Deris - zang (1994-heden)
- Michael Weikath - gitaar (1981-heden)
- Sascha Gerstner - gitaar (2002-heden)
- Markus Großkopf - bas (1981-heden)
- Daniel "Dani" Loeble - drum (2005-heden)
- Kai Hansen - zang (1978-1986, 2016-heden) - gitaar (1978-1988, 2016-heden)
- Michael "Michi" Kiske - zang (1987-1993, 2016-heden)

### Voormalige leden
- Ingo Schwichtenberg – drums (1981-1993)
- Roland Grapow - gitaar (1988-2001)
- Ulrich "Uli" Kusch - drum (1994-2001)
- Mark Cross - drum (2001-2003)
- Stefan Schwarzmann - drum (2003-2005)

## Biografie
De originele bezetting werd gevormd door Kai Hansen, Michael Weikath, Markus Grosskopf en Ingo Schwichtenberg. In 1984 sloot de band een contract met Noise Records en nam 2 nummers op voor een compilatie cd. In 1985 nam Helloween hun eerste eigen album op, een ep met vijf nummers. In hetzelfde jaar nam de band ook hun eerste volwaardige album op, Walls of Jericho. De plaat werd een succes en critici roemden de vernieuwing die Helloween bracht in de heavy metal met hun mix van snelheid en melodie. De muziek is heavy metal, waarbij de zang in meer dan 35 stijlen werd gezongen, van jazz tot klassiek, door Michael Kiskes grote stembereik.
Tijdens optredens had zanger/gitarist Kai Hansen problemen met het tegelijkertijd zingen en bespelen van de gitaar. Na de ep Judas stopte Hansen met zingen en ging de band op zoek naar een nieuwe zanger. Hun eerste keus was Ralf Scheepers, maar de band kwam uiteindelijk terecht bij Michael Kiske, van een lokale Hamburgse band. Het eerste album met de nieuwe zanger, Keeper of the Seven Keys, part I (1987), vestigde de naam van Helloween als succesvolle metalband in Europa. In 1988 volgde het album met de voorspelbare titel Keeper of the Seven Keys, part II. Met dit album had de band nog meer succes en de toekomst zag er rooskleurig uit.

### Vertrek van Hansen en Kiske (1989–1993)
Verrassend genoeg stapte oprichter Kai Hansen uit de band na het Europese gedeelte van de tournee. zowel conflicten binnen de band als problemen met de platenmaatschappij lagen hieraan ten grondslag. Ook het tourbestaan eiste zijn tol bij hem. Hij werd vervangen door Roland Grapow, die de rest van de tournee afmaakte. In 1989 werd nog wel een live-album uitgebracht met een opname van een concert in Schotland tijdens de Europese tournee. De overgebleven leden gingen door, maar problemen met de platenmaatschappij zorgden ervoor dat pas in 1991 een nieuw album met als titel Pink bubbles go ape kon worden uitgebracht. Zowel fans als recensenten waren niet te spreken over dit album. Dit leidde tot spanningen binnen de groep. Het volgende album, Chameleon, werd door fans als te veel pop gezien. Tijdens de bijbehorende tournee moest Ingo Schwichtenberg afscheid nemen wegens persoonlijke en drugsproblemen. De spanningen binnen de band namen toe en zanger Michael Kiske werd ontslagen.

### Andi Deris als nieuwe frontman (1994–2000)
In 1994 kwam Helloween terug met een nieuwe zanger, Andi Deris, en een nieuwe drummer, Uli Kusch. Kusch kwam uit de band Gamma Ray, opgericht door Kai Hansen. Het album Master of the Rings deed het goed bij de fans. In 1995 pleegde voormalig drummer Ingo Schwichtenberg zelfmoord, hij was nooit hersteld van zijn ziekte. Het album The time of the oath uit 1996 werd aan hem opgedragen en zorgde voor een opleving van Helloween als populaire Europese metalband.
In 1998 kwam het album Better than raw uit. Het was een van de rauwste albums sinds hun debuut.

### Meer veranderingen in de bezetting (2002-2004)
Na een coveralbum (waarop Helloween op hun manier nummers speelde van onder meer Scorpions, ABBA, The Beatles en Deep Purple) werd het experimentele album The Dark Ride uitgebracht. Na de bijbehorende tournee werden gitarist Grapow en drummer Kusch ontslagen. Samen vormden zij Masterplan. Ze werden vervangen door Sascha Gerstner en Mark Cross. De laatste werd al snel vervangen door Stefan Schwarzmann. In 2003 volgde het album Rabbit don't come easy en de tournee leidde de band naar Amerika, voor de eerste keer sinds 1989.
In 2005 vond er weer een wisseling plaats in de band. Drummer Schwarzmann had een afwijkende muzikale visie en werd vervangen door Dani Loeble. Het laatste studioalbum ging verder op hun meest succesvolle periode en had als titel Keeper of the Seven Keys - The Legacy. Tijdens de tour werden opnamen gemaakt voor een livealbum en dvd.

### Stabiliteit (2005-2015)
Met deze bezetting leek Helloween weer een stabiele band. In 2007 bracht de band het album Gambling with The Devil uit. Tijdens de wereldtournee die hierop volgde trad Gamma Ray, de band van Helloween-oprichter Kai Hansen, op als speciale gast. De tournee had de naam "Hellish Rock" en bij veel optredens trad de eveneens Duitse band Axxis op als opener. Opvallend aan de optredens was dat Kai Hansen het podium betrad om samen met zijn voormalige bandleden Weikath en Grosskopf de nummers 'I want out' en Future World' te spelen.
In 2009 bracht Helloween een verzamelalbum uit dat opviel door de nieuwe arrangementen en zelfs andere muziekstijlen waarin de 10 bekendste nummers van de band waren opgenomen. Op het album staat een 17 minuten durende Keepers Medley, opgenomen door een 70-persoons Praags orkest, met de nummers "Halloween", "The Keeper of the Seven Keys", en "The King for 1000 years" aan elkaar gemixt. Het album werd zeer uiteenlopend ontvangen door critici en fans.
2010 was het jaar waarin een nieuw studioalbum werd uitgebracht onder de titel 7 Sinners. Voor de Europese release op 31 oktober en de Amerikaanse release op 3 november werd het album al openbaar gemaakt op de Myspace-pagina van de band. Er volgt een tournee met Stratovarius en Pink Cream 69 als voorprogramma. Halverwege 2012 begint de band met opnamen van een nieuw album dat uitkomt op 18 januari 2013, onder de titel Straight Out of Hell. De band ging op wereldtournee en nam wederom Gamma Ray mee als voorprogramma.
In oktober 2014 maakte de band hun terugkeer naar hun oude platenmaatschappij Nuclear Blast bekend en dat ze begonnen waren met opnamen van een nieuw album. Dit album werd op 29 mei 2015 uitgebracht met als titel My God-Given Right. Er volgde een kleine clubtour waarbij ook Nederland werd aangedaan.

### Wereldtournee met Hansen/Kiske (2016-2021)
In november 2016 maakte de band bekend dat ze in 2017/2018 op een nieuwe wereldtournee zouden gaan, waarbij oud-leden Kai Hansen en Michael Kiske ook van de partij zijn.
Voorafgaand aan de tournee bracht de band op 13 oktober een single uit, Pumpkins United. Hierop delen Deris, Hansen en Kiske de zang. Tijdens de eerste twee optredens in Mexico had Kiske last van zijn stem. Hoewel hij mocht optreden van de dokter, werden er enkele nummers van de setlist gehaald en werd hij ondersteund door opnamen. Later kwam er een live-dvd, ook via download beschikbaar met dezelfde naam, Pumpkins United.
De tournee in de Verenigde Staten liep af in New York op 19 september 2018. Eind 2018 en in 2019 trad Helloween ook nog in de samenstelling op met Hansen en Kiske, maar niet als onderdeel van een tournee.
Toch was de samenwerking zo goed bevallen dat in 2019 de tweede toer startte, de United alive World tour part II die begin maart 2020 alweer gestopt moest worden vanwege het coronavirus. De toer zou later weer worden voortgezet.

### Helloween als complete band (2022)
Vanaf 2022 is Helloween, samen met de oud-leden Kai Hansen en Michael Kiske, een complete band. Na de samenwerkingen daarvoor, zoals in 2017/18 de wereldtournee, bleek dit een goede samenwerking en door onder andere de coronapandemie, was het ook een tactische zet en op die manier konden ze ook hun krachten bundelen, zoals de zang van Kiske en Deris (en een beetje van Hansen) en het gitaarspel van Hansen (de oprichter en eerste zanger van Helloween). Het is nu geen Helloween meer die met oud-leden toert, Hansen en Kiske zijn al een tijdje weer vaste bandleden.

## Trivia
- Modern Talking-zanger Rolf Köhler had onder andere in deze band ook voor de achtergrondzang gezorgd.

## Discografie

### Albums
- Helloween (1985) - Hoewel dit eigenlijk een ep was, werd het gezien als album.
- Walls Of Jericho (1985)
- Keeper of the Seven Keys Part 1 (1987)
- Keeper of the Seven Keys Part 2 (1988)
- Pink Bubbles Go Ape (1991)
- Chameleon (1993)
- Master Of Rings (1994)
- The Time Of The Oath (1996)
- Better Than Raw (1998)
- The Dark Ride (2000)
- Rabbit Don't Come Easy (2003)
- Keeper of the Seven Keys - The Legacy (2005)
- Gambling with the devil (2007)
- Unarmed (2009)
- 7 Sinners (2010)
- Straight out of Hell (2013)
- My God-Given Right (2015)
- Helloween (juni, 2021)[5]

### Live
- I Want Out Live (1989) - alleen in Amerika
- Keepers Live (1989) - alleen in Japan
- Live in the UK (1989)
- High Live (1996)

### Compilatie
- Helloween / Walls Of Jericho / Judas (1988) - Compilatie van de Helloween-ep, het album Walls of Jericho, en de single Judas
- Pumpkin Tracks (1989)
- The Best, The Rest, The Rare (1990)
- Keeper Of The Seven Keys Part 1 & 2 (1993)
- Pumpkin Box (1998) - alleen in Japan
- Karaoke Album vol. 1 (1998)
- Karaoke Album vol. 2 (1998)
- Metal Jukebox (1999) – Compilatie van coverversie songs uitgevoerd door Helloween.
- Treasure Chest (2002)
- Unarmed (2009) - Compilatie van klassieke Helloweennummers in andere uitvoeringen

### Singles
- Judas (1986)
- Future World (1987)
- Dr. Stein (ep, 1988)
- I Want Out (ep, 1988)
- Kids of the Century (1991)
- Number One (1992)
- I Don't Wanna Cry No More (1993)
- Step Out Of Hell (1993)
- When The Sinner (1993)
- Windmill (1993)
- Mr. Ego (1994)
- Perfect Gentleman (1994)
- Where The Rain Grows (1994)
- Sole Survivor (1995)
- Forever And One (1996)
- Forever And One Live (1996)
- Power (1996)
- The Time Of The Oath (1996)
- Hey Lord! (1998)
- I Can (1998)
- Lay All Your Love On Me (1999)
- If I Could Fly (2000)
- Mr. Torture (2000)
- Just A Little Sign (2003)
- Mrs. God (2005)
- Light The Universe (2006)
- As long as I fall
- Dr.Stein (2010)
- Are you metal?
- Burning sun
- Nabataea (2013)
- Battle's won (2015)